# De Haagsche Effectensociëteit

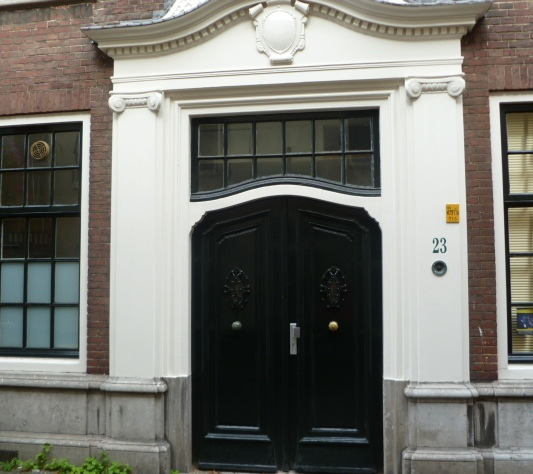
Kleine Nobelstraat Den Haag, voormalige effectenbeurs (1905-1969)

De Haagsche Effectensociëteit was de plaats waar effectenhandelaars bij elkaar kwamen; hij heeft bestaan van 1905 - 1974.
In 1903 werd de 'Bond voor de Geld- en Effectenhandel in de Provincie' opgericht om de belangen te behartigen van provinciale banken en commissionairs, want de Amsterdamse handelaren wilden provisie gaan rekenen. Mede-oprichter en eerste voorzitter was Daniël François Scheurleer.
De Haagse bankiers en commissionairs waren erg onafhankelijk van de Amsterdamse beurs. Handelaars uit de provincie moesten op de Amsterdamse beurs steeds hogere provisie betalen, hetgeen aanleiding was de Haagsche Effectensociëteit op te richten. Hij werd meestal de Haagsche Effectenbeurs genoemd.
De Haagse beurs werd in 1905 opgericht onder anderen door Scheurleer, die tevens voorzitter en mede-oprichter was van de Vereeniging voor de Geld- en Effectenhandel te ’s-Gravenhage. Deze vereniging hield toezicht op de handel op de effectenbeurs. In 1915 werd de beurs in een beschikking van Willem Treub, de Minister van Financiën, aangewezen als effectenbeurs.
De Haagsche Effectensociëteit begon in de Wagenstraat in een lokaal boven Peek & Cloppenburg, en verhuisde op 23 maart 1912 naar een speciaal voor hen verbouwde gereformeerde kerk in de Kleine Nobelstraat 23. Vanaf 1971 heeft de beurs nog vier jaren kantoor gehouden in een kamer bij de Kamer van Koophandel.
De handel in effecten was vroeger heel eenvoudig. De handelaars kwamen bij elkaar, dronken koffie en wachtten de opening van de Amsterdamse beurs af. Dit was altijd om 1 uur. Daarna werd de quote bepaald voor de aandelen, en die gold in Den Haag en Rotterdam voor de rest van de dag. De koersen werden op een schoolbord geschreven.
De Haagse Effectenbeurs is altijd klein gebleven. Tussen de Eerste- en Tweede Wereldoorlog kwamen gemiddeld 15 noteringen tot stand. 
Rotterdam had geen aparte effectenbeurs maar verhandelde de effecten op de goederenmarkt op de Blaak.  